# Психодрама
Психодрама је облик групне терапије, у којој се учесници активно укључују одигравајући своје сопствене проблеме чиме се постиже неки облик катарзе. Данас је развијено више облика психодраме, али је свима заједничко да су учесници активни у формулисању животне ситуације која се жели одиграти, избору особа које ће бити укључене, као и начину извођења. Увек се ствара атмосфера слободног емоционалног реаговања уз могућност да касније цела група анализира ток, искреност и исход оваквог облика терапије. Психодрама је значајно утицала на развој не само групне психотерапије, него и на групе сусретања и гешталт терапију, пошто је и Морено, творац ове методе, сматрао да овим поступком људи постају, не само здравији, већ и аутентичнији, спонтанији и креативнији.